# Henric Westlund

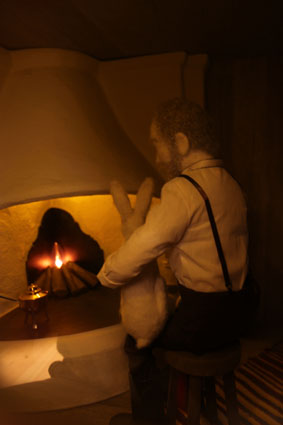
Detalj ur I ett hus vid skogens slut, Operationshuset vid Centralsjukhuset i Karlstad.

Kjell Henric Westlund, född 20 januari 1969, är en svensk konstnär.

## Biografi
Westlund studerade vårterminen vid ABF konstskola i Göteborg 1996, KV konstskola i Göteborg 1996–1997, Hovedskous målarskola i Göteborg 1997–1999, Kungliga Konsthögskolan i Stockholm 1999–2002 och Konsthögskolan Valand i Göteborg 2002–2005.
Under sin utbildning på Konsthögskolan Valand erhöll han Bror Hjorth-stipendiet för unga tecknare (2003), Ann Margret Lindells Grafikstipendium (2004), Eva och Hugo Bergmans minnesfond samt Eric Ericsons stiftelses stipendium (2005).
I sitt konstnärskap har Westlund arbetat med teckning, skulptur, måleri och grafik. Han har även arbetat med performanceduon jordensalt samt med olika kulturprojekt med inriktning mot barn och ungdomar, där han bland annat gjort dockor och scenografi till barnteveprogrammet Dafo och till olika musikteaterföreställningar med Teater Jaguar och Teater Dos.
Sedan 2017 undervisar Westlund i skulptur, grafik och teckning vid Kyrkeruds folkhögskola. Dessförinnan höll han kurser i skissteknik vid Karlstads universitet, där han även under åren 2013–2014 arbetade med projektet Eldkonst i samarbete med Karlstad kommun och Värmlands museum. 
Bland Westlunds offentliga arbeten märks skulpturerna Murvärmare på Alma Löv museum, Pärleport i Rottneros Park och I ett hus vid skogens slut i operationscentrum, Centralsjukhuset i Karlstad. 

## Bildgalleri

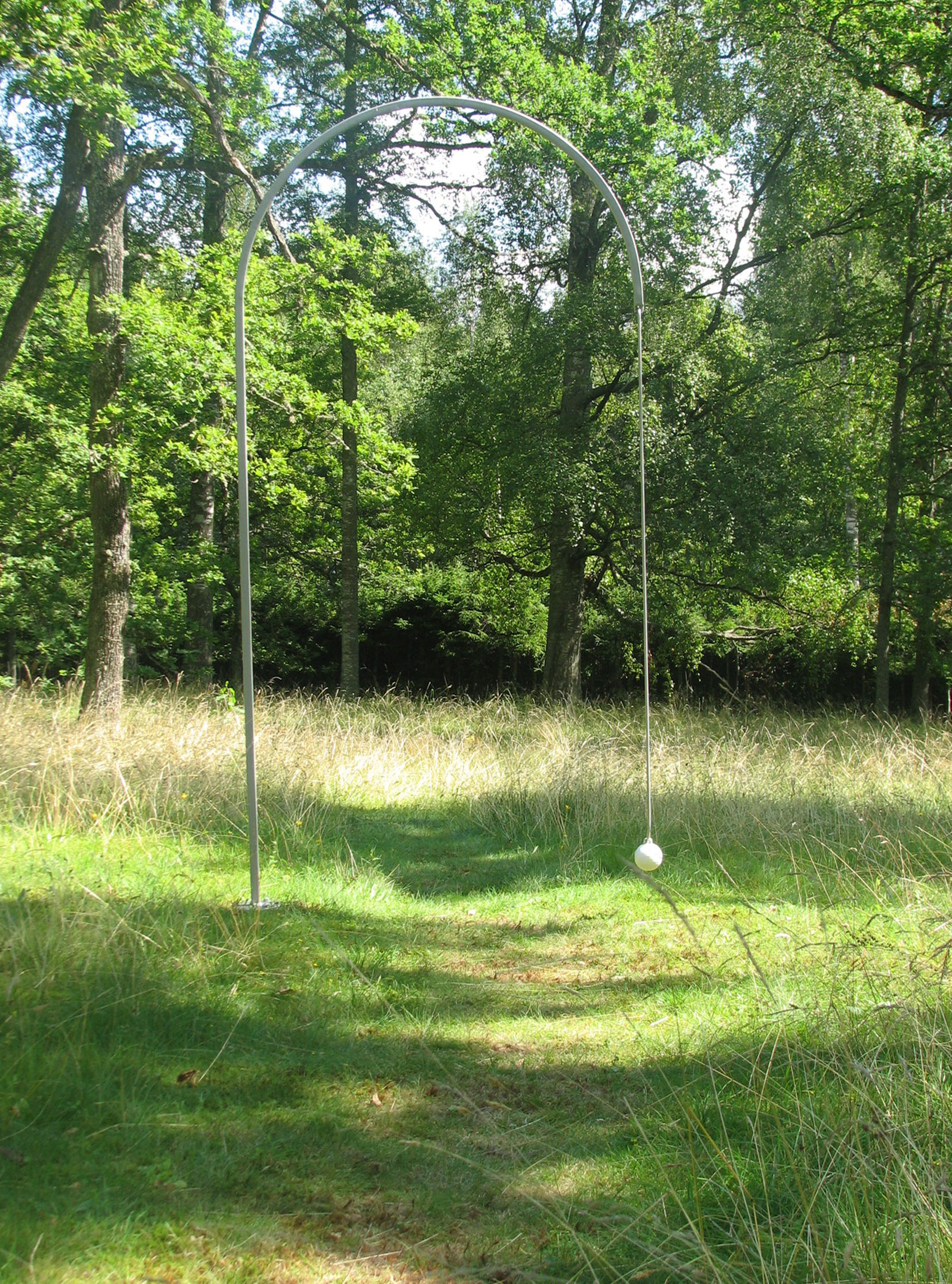
Pärleport, Rottneros Park.
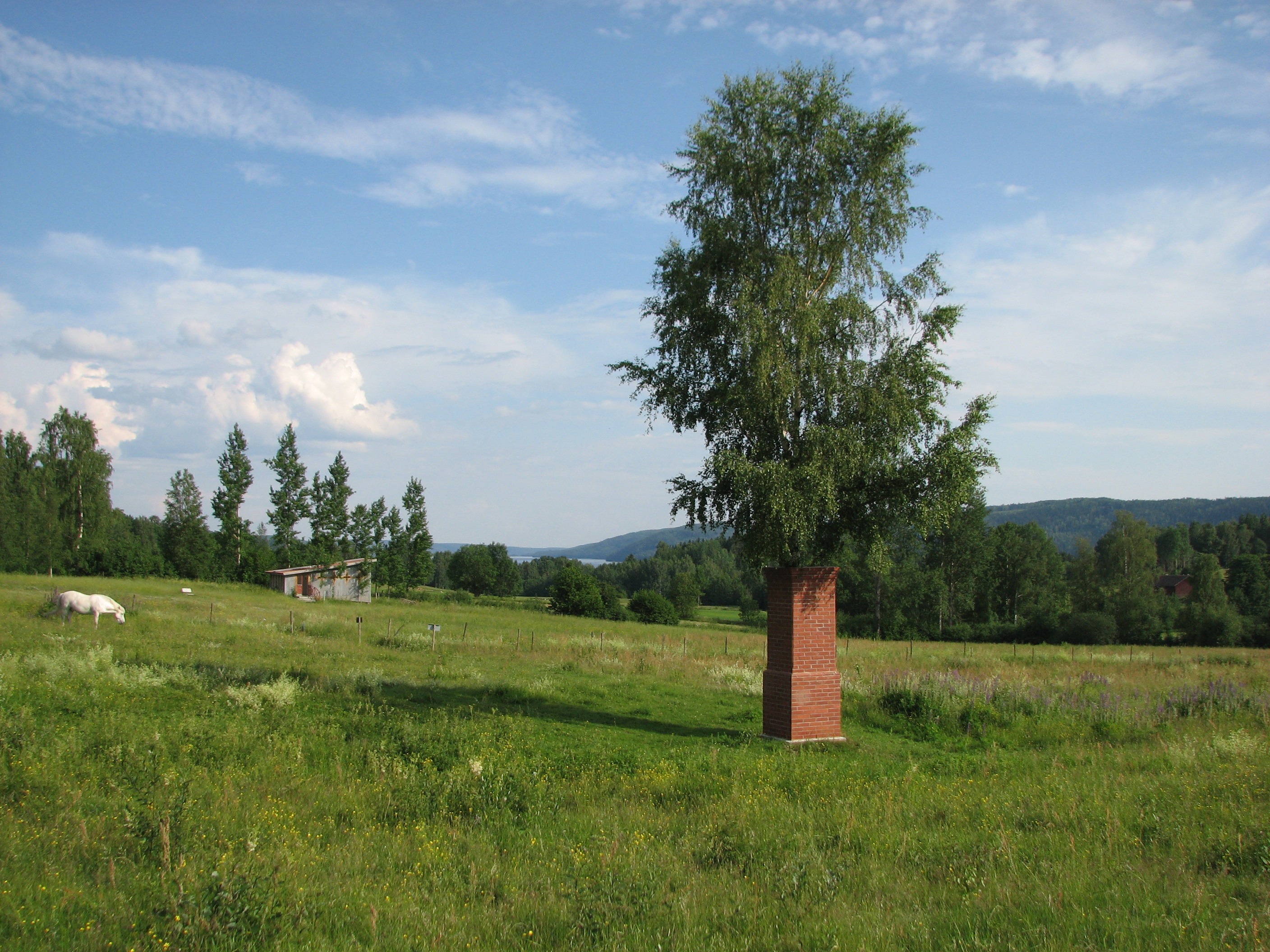
Murvärmare, Alma Löv Museum.
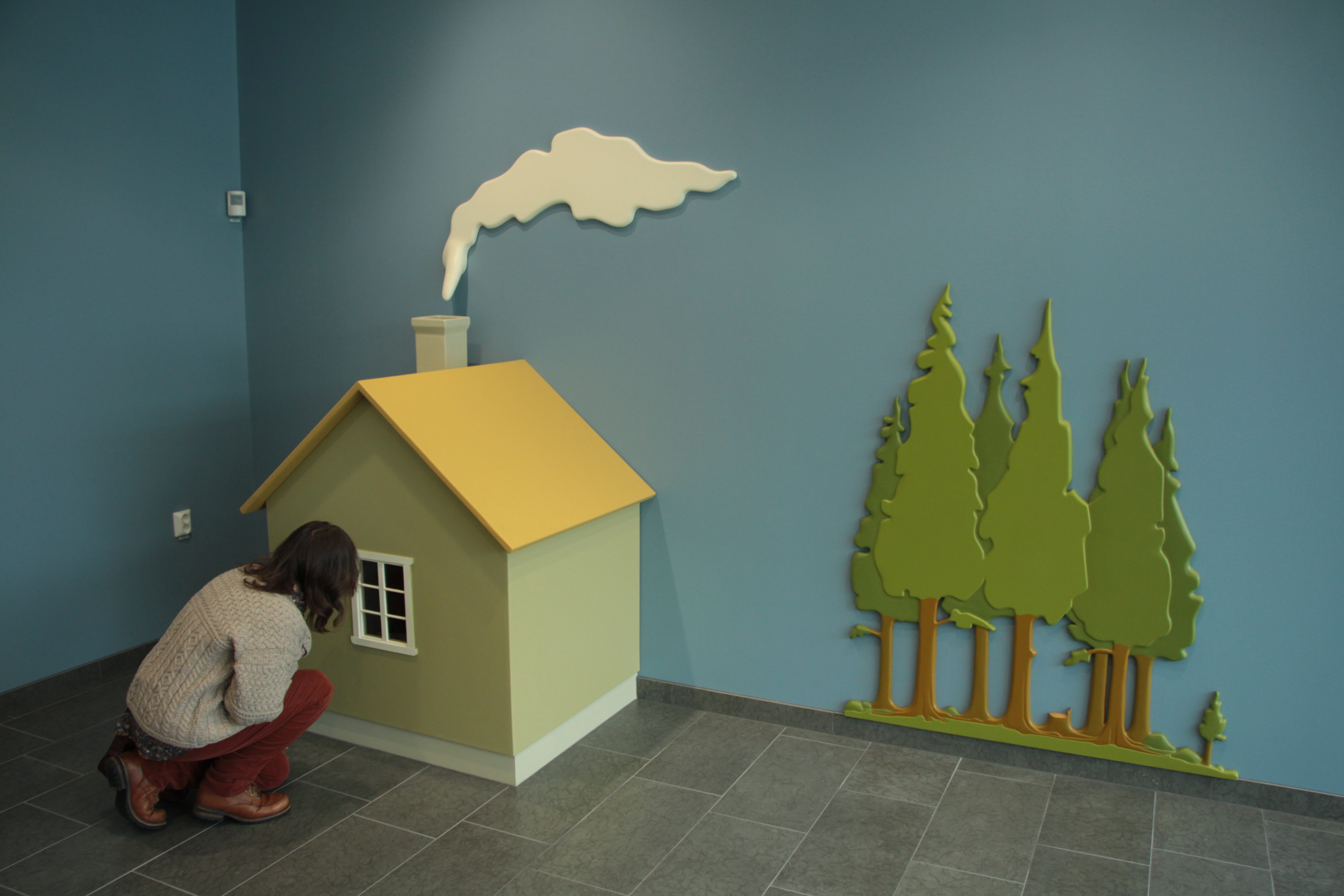
I ett hus vid skogens slut, Operationshuset vid Centralsjukhuset i Karlstad.